# Quentin Matsys
Quentin Matsys (1466-1530) foi um pintor flamengo e fundador da Escola de Antuérpia. Esteve ativo por mais de 20 anos, criando inúmeros trabalhos de cariz religioso e tendências satíricas.
Foi o fundador da Escola de Antuérpia. Seu nome é escrito de diversas formas, tanto o seu nome próprio Quentin ou Quinten, como o seu nome de família varia em Massys, Matsys, Matsijs, Metsys ou Metsijs.
Durante grande parte do século XV, os grandes centros dos Países Baixos foram Bruges, Ghent e Bruxelas. Leuven tornou-se importante pelo final desse período e Matsys, como membro da Guilda de São Lucas, foi um de seus primeiros artistas notáveis. 

## Vida e obra
Nasceu em Leuven, onde foi treinado inicialmente como ferreiro. 
Não se sabe exatamente com quem Matsys aprendeu pintura, mas seu estilo se assemelha ao de Dieric Bouts, que trouxe para Leuven as influências de Hans Memling e Rogier van der Weyden. O que o caracteriza é um grande sentimento religioso misturado a um realismo que beirava o grotesco. Em 1491, Matsys partiu para Antuérpia onde realizou seus mais famosos trabalhos. Muito de suas obras enfatizam a caricatura: a expressão melancólica dos santos, os gestos brutais dos executores, a avareza dos banqueiros. Contudo, suas obras mais famosas são as religiosas, junto com os retratos. Matsys conheceu vários artistas alemães e foi guardião dos filhos de Joachim Patinir, que trabalhou em algumas paisagens de Matsys. 
A Duquesa Feia talvez seja o quadro mais conhecido do pintor. A obra serviu como base para o retrato de John Tenniel da Duquesa no livro Alice no País das Maravilhas. Provavelmente não é o retrato de um modelo, embora alguns acreditem ser a caricatura de Margareth, Condessa do Tirol.  
O filho de Quentin, Jan Matsys, herdou a arte, mas não a habilidade do pai. Outro filho, Cornelis Matsys, também trabalhou como pintor. O português Eduwart Portugaloys foi seu discípulo em 1504.
Em frente à catedral de Antuérpia encontra-se um poço designado por O poço de Quinten Metsijs (neerlandês: de put van Quinten Metsijs), cuja autoria é popularmente atribuída a Massys, que aprendera a arte de ferreiro em Leuven, sua cidade natal.

## Influência sobre a pintura em Portugal
Quentin Metsys nasceu em Lovaina em 1466, mas fixou-se em Antuérpia em 1491 onde viveu de forma próspera, trabalhando intensamente até à sua morte, em 1529. A amizade com humanistas do seu tempo, como Erasmo a quem retratou, contribuiu para a sua fama, mas esta deveu-se principalmente a Metsys se ter tornado no pintor mais conceituado da Antuérpia daquela época, cidade que se transformara num dos mais importantes centros artísticos e económicos da Europa, quando o seu porto tomou a posição que Bruges tivera na Idade Média. Após a revolta de 1488 e a consequente repressão do imperador Maximiliano da Áustria, Bruges assistiu ao progressivo assoreamento do seu porto e à saída das principais comunidades estrangeiras, regredindo comercial e artisticamente, em sentido ao contrário de Antuérpia.
Em 1499, a Feitoria portuguesa transferiu-se de Bruges para Antuérpia o que arrastou a comunidade de mercadores portugueses. Compreende-se assim que a maior oficina de pintura de Antuérpia fosse a preferida da clientela portuguesa e o nome de Metsys – «mestre Quintino» – fosse conhecido e invocado pelos conhecedores de pintura, ao ponto de um dos quatro discípulos conhecidos de Metsys ter sido Eduardo, o Português, inscrito na sua oficina em 1504 e tornado mestre em 1506. D. Leonor e D. Manuel I encomendaram diretamente a Metsys o Políptico das Sete Dores de Maria, para o Convento da Madre de Deus, em Lisboa, e o Tríptico da Paixão de Cristo, para o Convento de Santa Clara, em Coimbra. Outros conjuntos e painéis isolados, em Tomar, na Madre de Deus, Setúbal, vieram da sua oficina para Portugal, entre eles o retrato da Rainha Santa Isabel feito para as festas de beatificação, em 1516, bem como a Aparição do Anjo a Santa Clara e Santa Inês de Assis e Santa Coleta de Corbie, no que resultou uma grande influência da pintura de Metsys sobre a arte portuguesa do início do século XVI, marcando tanto o gosto dos clientes como o estilo dos principais pintores portugueses dependentes das encomendas da corte.

## Principais obras
- Aparição do Anjo a Santa Clara e Santa Inês de Assis e Santa Coleta de Corbie c. 1491-1507
- Políptico das Sete Dores de Maria, c. 1509-11
- O cambista e a sua mulher, 1514
- Tríptico da Paixão de Cristo, c. 1514-1517
- A Virgem no Trono, 1525
- A Rainha Túnis, c. 1525-1530
- O Casamento Desigual, c. 1525-1530

## Galeria

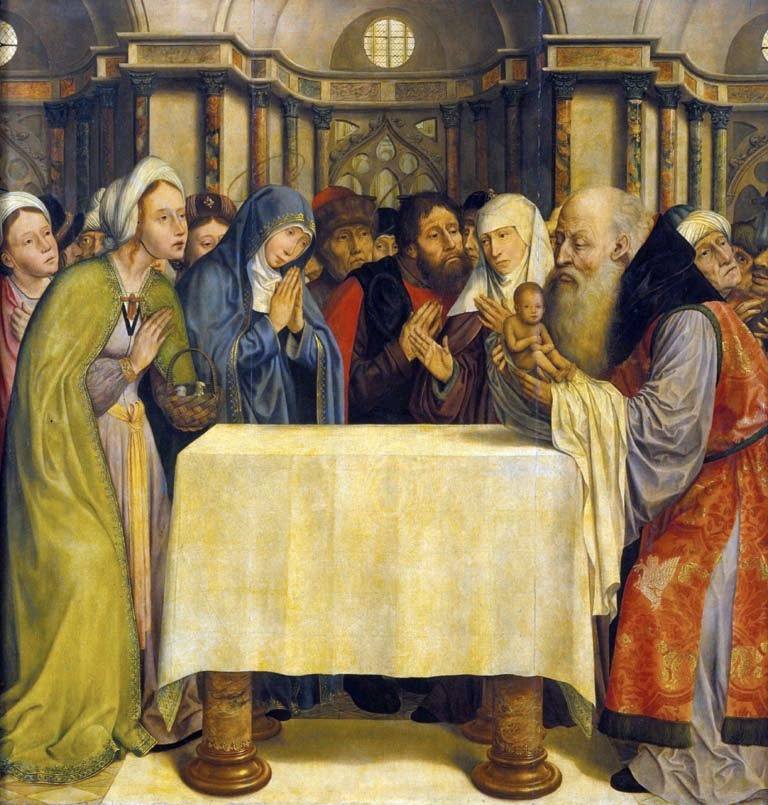
Apresentação do Menino no Templo (1509-1511) no Museu Nacional de Arte Antiga, Lisboa.
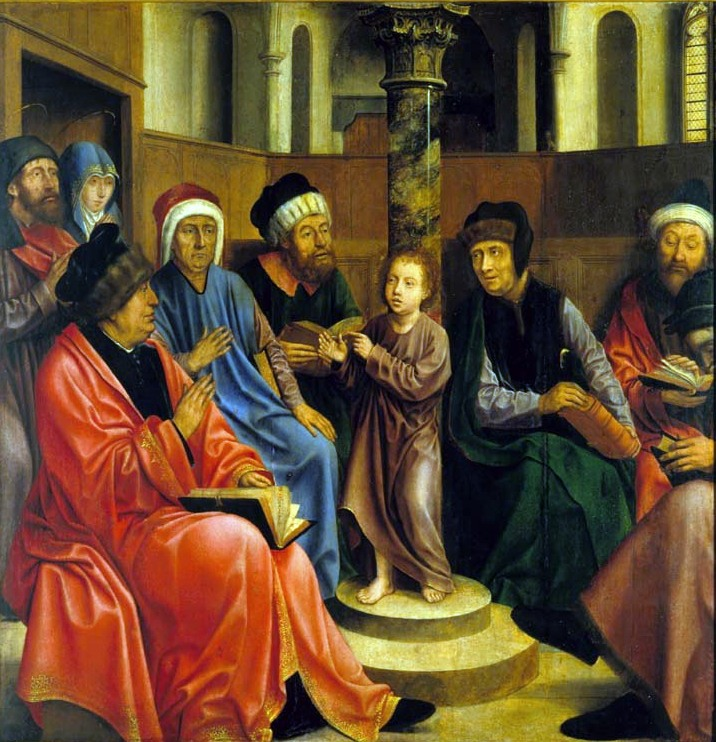
Menino Jesus entre os Doutores (1509-1511) no Museu Nacional de Arte Antiga, Lisboa.
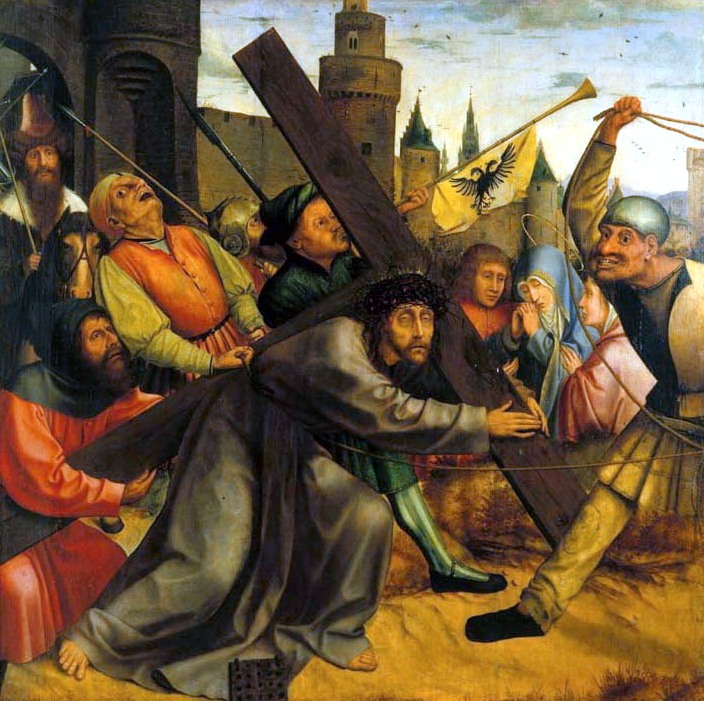
Cristo a Caminho do Calvário (1509-1511) no Museu Nacional de Arte Antiga, Lisboa.
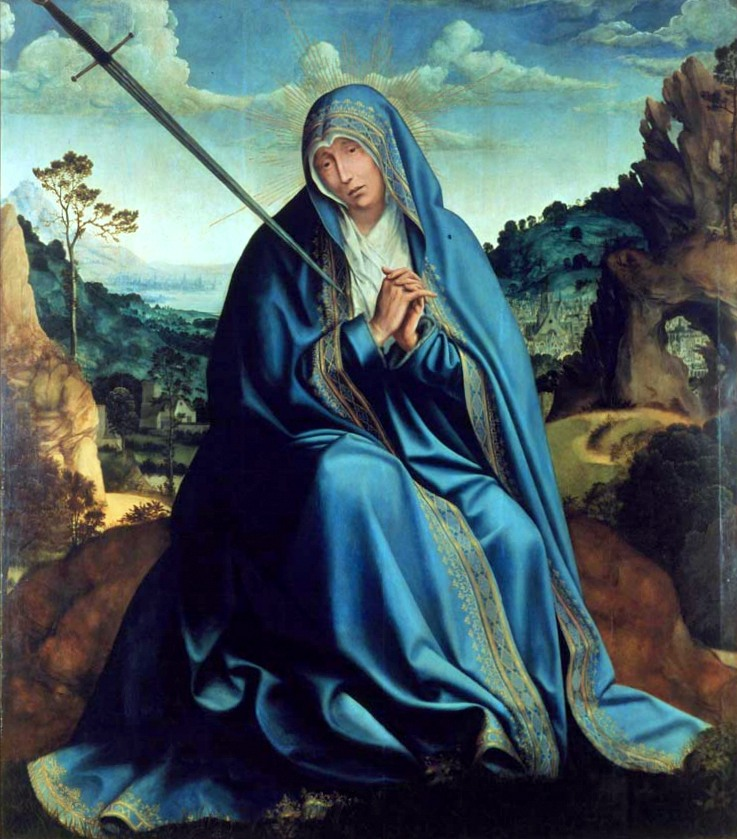
Virgem das Dores (1509-1511) no Museu Nacional de Arte Antiga, Lisboa.
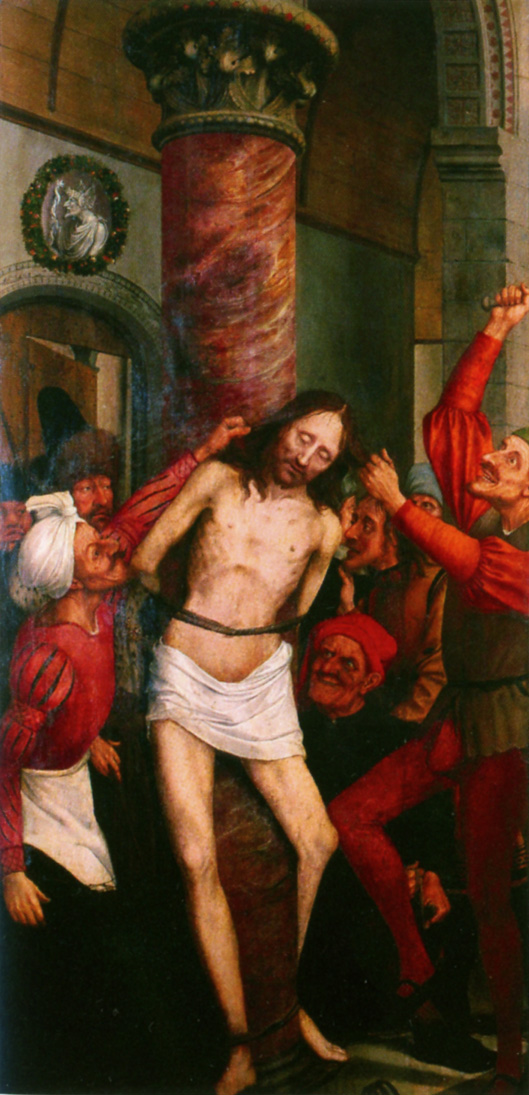
Flagelação (1514-1517) no Museu Nacional de Machado de Castro, Coimbra.
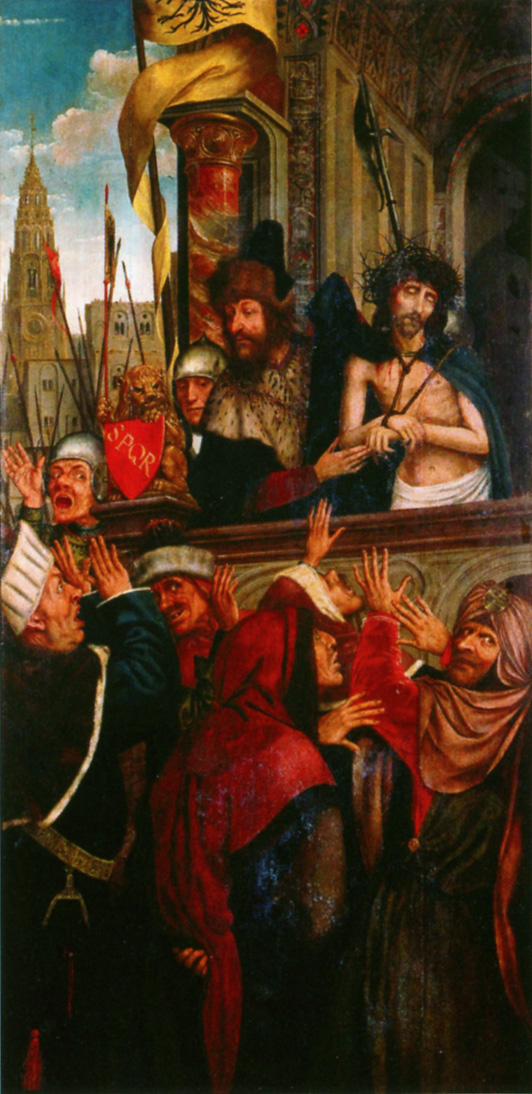
Ecce Homo (1514-1517) no Museu Nacional de Machado de Castro, Coimbra.
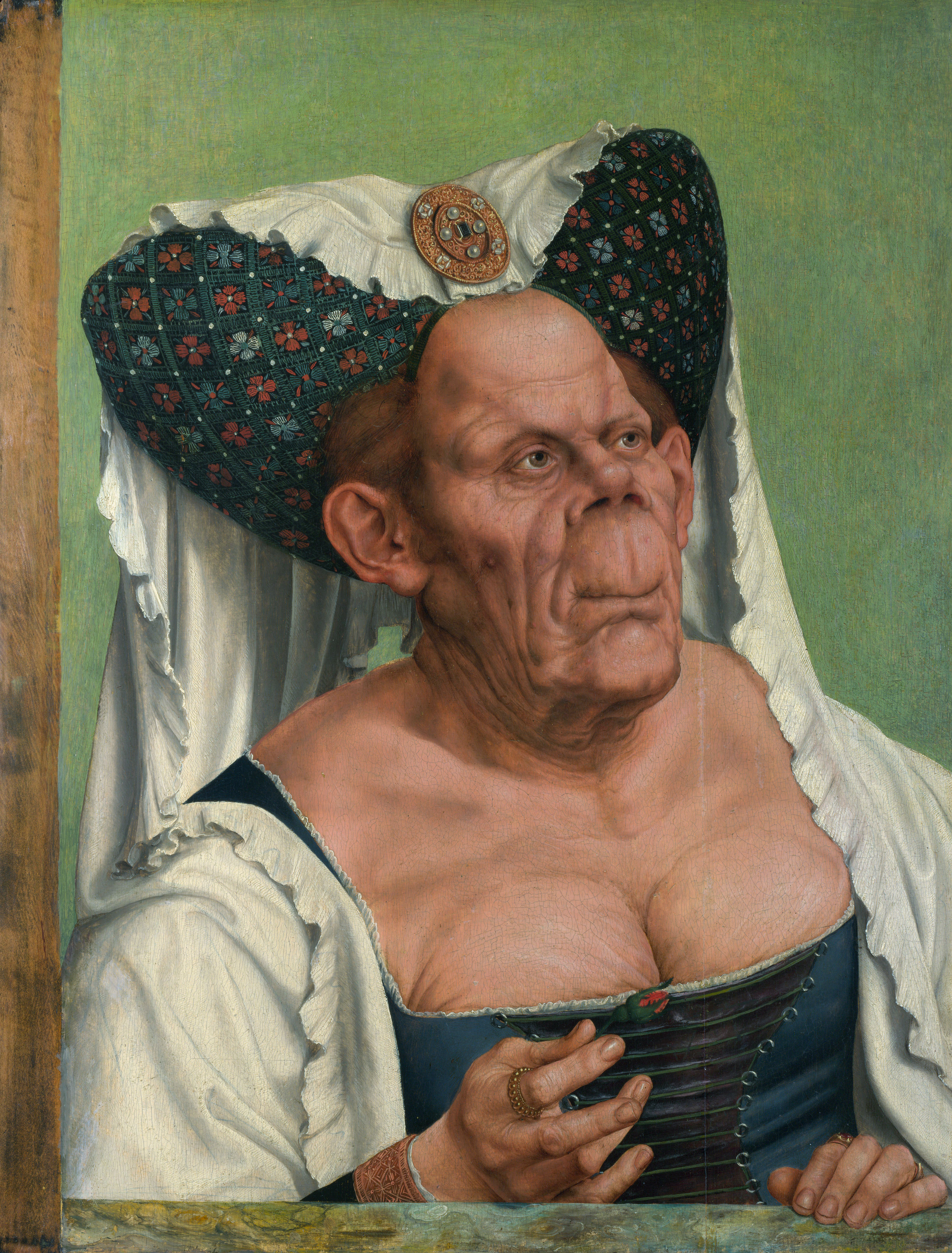
A duquesa feia (c. 1513) na National Gallery, Londres.
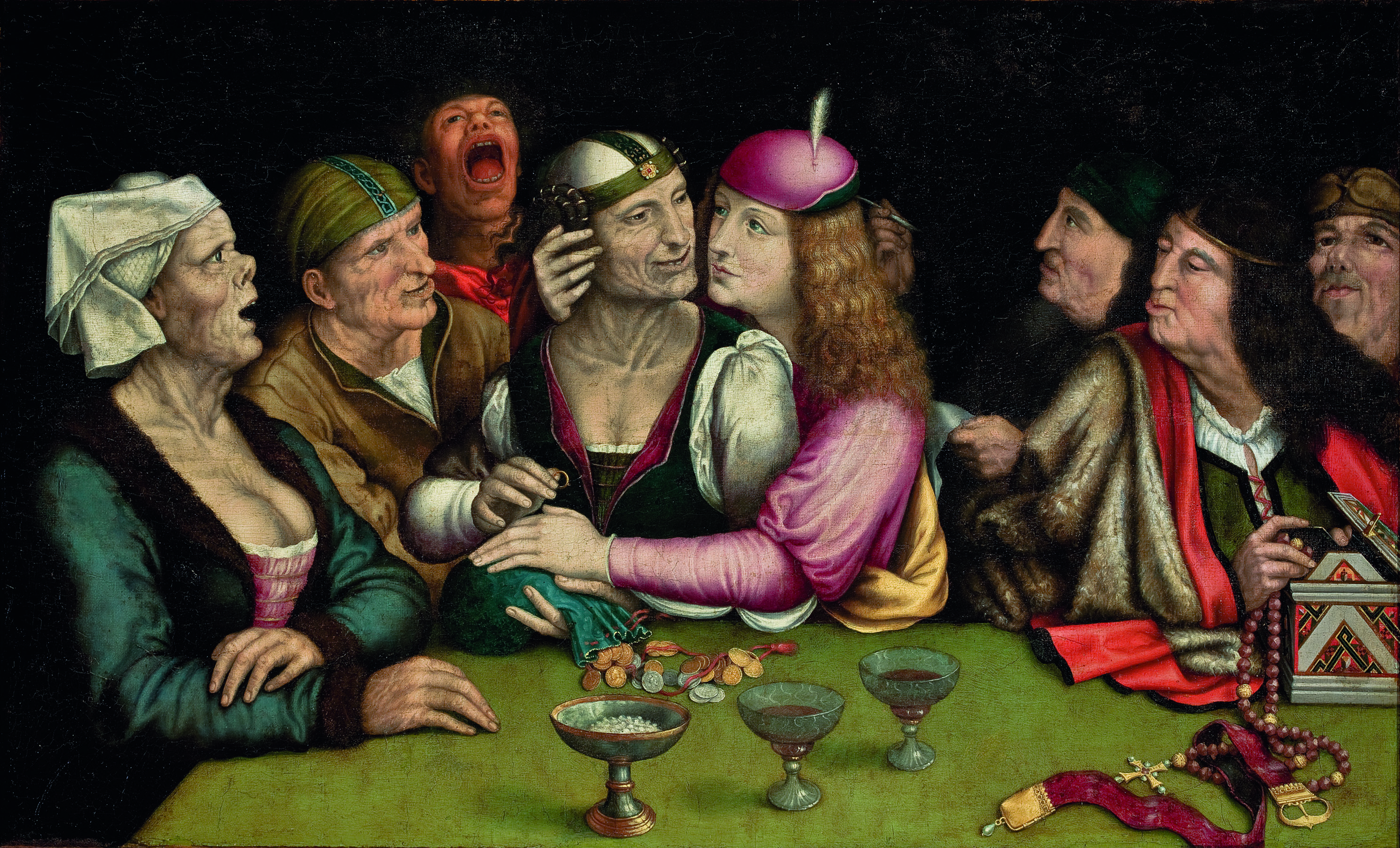
O Casamento Desigual (1525-1530) no Museu de Arte de São Paulo.
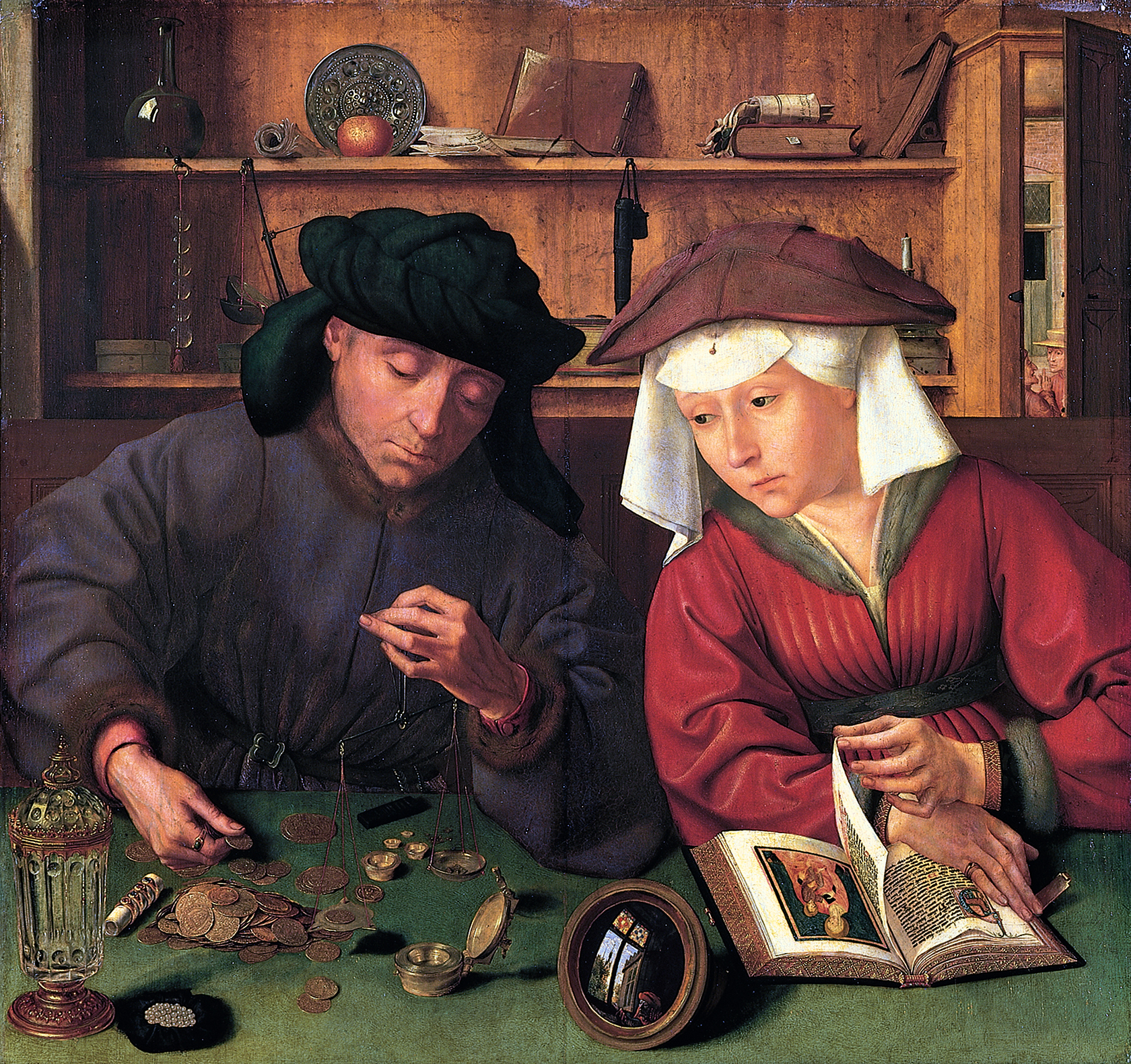
O Agiota e sua Mulher (1514) no Museu do Louvre, Paris.
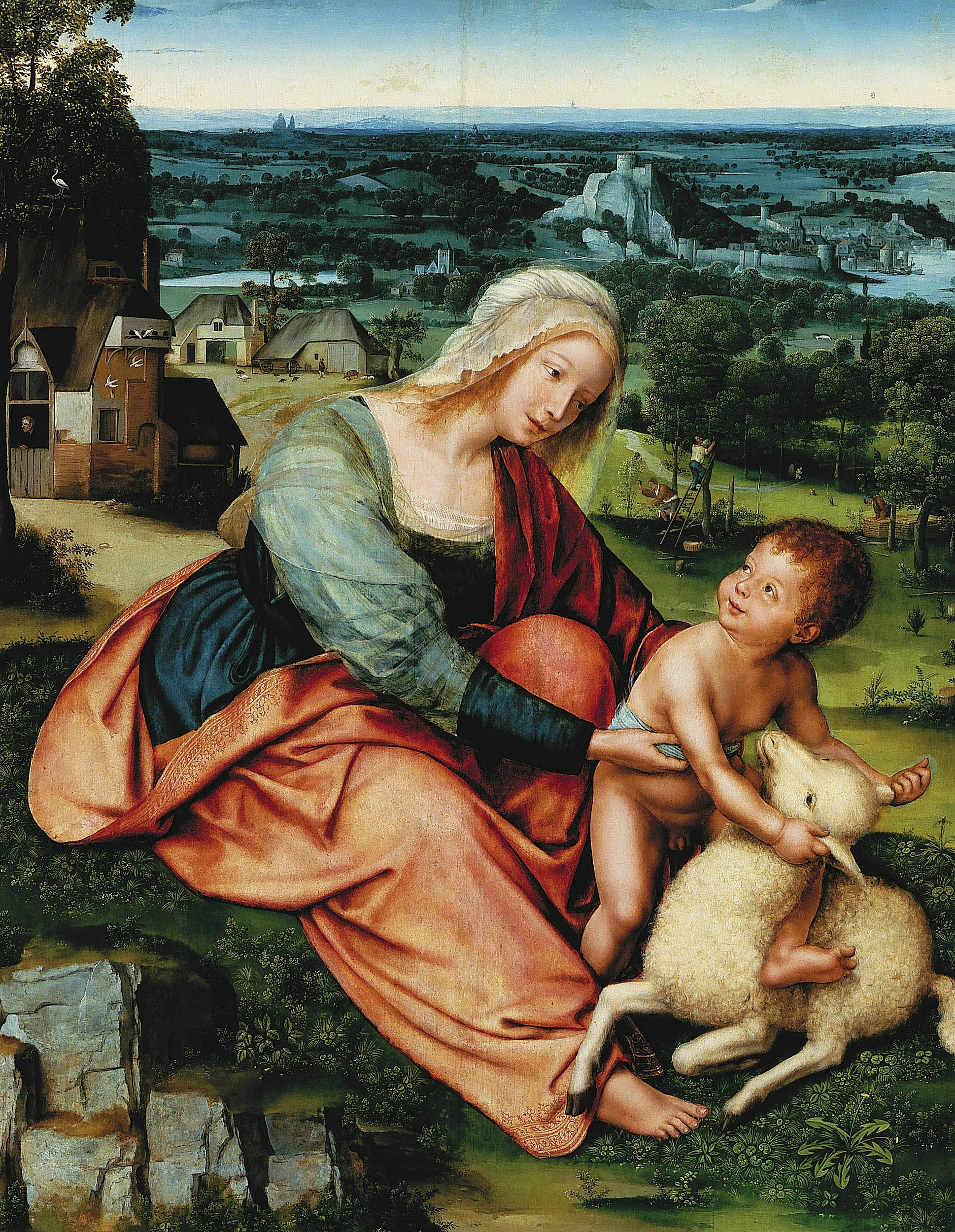
Virgem com o Menino e o Cordeiro (1466-1530) no Muzeum Narodowe w Poznaniu, Posnânia.